# Stirpes Novae aut Minus Cognitae
Stirpes Novae aut Minus Cognitae, (abreujat Stirp. Nov., i complet Stirpes novae, aut minus cognitae, quas descriptionibus et iconibus Illustratae), és un llibre amb il·lustracions i descripcions botàniques que va ser escrit pel magistrat francès del segle xviii, i apassionat botànic, Charles Louis L'Héritier de Brutelle. Va ser publicat en fascicles.

## Publicació
- Fascicle núm. 1: i-vi, 1-20 - 1785;
- Fascicle núm. 2: vii-viii, 21-40 - 1786 o 1785;
- Fascicle núm. 3: ix-x, 41-62 - 1786;
- Fascicle núm. 4: xi-xii, 63-102 - 1788;
- Fascicle núm. 5: xiii-xiv, 103-134 - 1789;
- Fascicle núm. 6: xv-xvi. 135-181 - 1791;
- Fascicle núm. 7-9: plates 85-107, 109-124 - 1805.